# His Majesty Dick Turpin
His Majesty Dick Turpin est un film muet américain réalisé par Francis Ford et sorti en 1916.

## Fiche technique
- Réalisation : Francis Ford
- Scénario : Grace Cunard
- Durée : 20 minutes
- Date de sortie : États-Unis : 12 février 1916

## Distribution
- Francis Ford : Dick Turpin
- Grace Cunard
- Jack Holt
- Peter Gerald
- Neil Hardin
- Irving Lippner